# پیر سیداحمد گیلانی
پیر سید احمد گیلانی (تولد :۱۹۳۲ در ولسوالی سرخ‌رود، ولایت ننگرهار - وفات ۲ بهمن (دلو)۱۳۹۵- کابل) رهبر (پیر) طریقت صوفیه قادریه در افغانستان بود که پس از به قدرت رسیدن حزب دمکراتیک خلق در سال ۱۳۵۷ به پاکستان پناهنده شده و در آنجا سازمان سیاسی-نظامی محاذ ملی اسلامی افغانستان را در مخالفت با حکومت متحد شوروی افغانستان بنیان نهاد.
گیلانی و محاذ ملی که شامل پیروان طریقت صوفیه می‌شد و برخی از آنان شامل گروه‌های مجاهدین افغان بودند که در دهه ۱۹۸۰ وارد جنگ با نیروهای شوروی در افغانستان شدند. آنها پس از به قدرت رسیدن طالبان نیز با حکومت آنان به مخالفت پرداخته و وارد ائتلاف شمال شدند.

## زندگی و سرگذشت
پیر سیداحمد گیلانی متولد در منطقه سرخ‌رود، ولایت ننگرهار در شرق افغانستان در خانواده‌ای از نژاد‌ پشتون است.
وی از نوادگان عبدالقادر گیلانی مؤسس طریقت صوفیه قادریه است. پدرش سید حسن گیلانی در بغداد به دنیا آمده بود اما در سال ۱۹۰۵ میلادی از عراق به افغانستان آمد تا طریقت قادریه را در این کشور بنیان‌گذاری کند.
حبیب‌الله خان پادشاه وقت افغانستان به او زمین‌های زیادی در شهر کابل و ولایت ننگرهار در شرق افغانستان بخشید.
احمد گیلانی تحصیلات متوسطه را در لیسه ابوحنیفه کابل گذرانده و مدرک لیسانس را از دانشکده شرعیات دانشگاه کابل دریافت کرده‌است و در سال ۱۹۵۲ با عادله نوه حبیب‌الله خان ازدواج کرد و از این طریق رابطه‌اش را با خاندان شاهی افغانستان مستحکمتر کرد.
گیلانی در دوران حکومت حامد کرزی از حامیان وی محسوب می‌شد و در انتخابات ریاست‌جمهوری ۱۳۹۳ افغانستان از اشرف غنی احمدزی حمایت کرد. گیلانی بعد از کشته شدن برهان الدین ربانی رئیس شورای عالی صلح افغانستان را برعهده داشت.

## مرگ
پیر سید احمد گیلانی، رئیس شورای عالی صلح ساعت ۷:۴۵ شام شنبه شب در شفاخانه امنیت ملی (غازی امان‌الله خان) کابل به علت سکته قلبی در گذشت.

## نماز جنازه و خاکسپاری
مراسم نماز جنازه پیر سید احمد گیلانی، رئیس پیشین شورای عالی صلح (دوشنبه ۴ دلو\بهمن۱۳۹۵) در ارگ ریاست‌جمهوری افغانستان ادا شد.
درمراسم نماز جنازه وی افزون بر مقام‌های بلند پایهٔ دولتی، رهبران سیاسی و جهادی و نیز چهره‌های مذهبی افغانستان شرکت داشتند.
پیکر پیر سید احمد گیلانی بعد از نماز جنازه به ولسوالی سرخ رود ولایت ننگرهار منتقل شد و در آرامگاه خانواده گیش به خاک سپرده شد.